# Labeo pangusia
Labeo pangusia is een  straalvinnige vissensoort uit de familie van de eigenlijke karpers (Cyprinidae). De wetenschappelijke naam van de soort is voor het eerst geldig gepubliceerd in 1822 door Francis Buchanan-Hamilton.
De soort staat op de Rode Lijst van de IUCN als Gevoelig, beoordelingsjaar 2010. De omvang van de populatie is volgens de IUCN dalend.